# اورسوليا توث
اورسوليا توث (بالمجرية: Tóth Orsolya)‏ هي ممثلة مجرية، ولدت في 20 نوفمبر 1981 ببيكيسكسابا في المجر.

## وصلات خارجية
- اورسوليا توث على موقع IMDb (الإنجليزية)
- اورسوليا توث على موقع ألو سيني (الفرنسية)
- اورسوليا توث على موقع أول موفي (الإنجليزية)
- اورسوليا توث على موقع أول موفي (الإنجليزية)
- اورسوليا توث على موقع قاعدة بيانات الأفلام السويدية (السويدية)
- اورسوليا توث على موقع قاعدة بيانات الفيلم (الإنجليزية)
- اورسوليا توث على موقع كينوبويسك (الروسية)